# Piccole donne (miniserie televisiva 2017)
Piccole donne (Little Women) è una miniserie televisiva britannico-statunitense in tre puntate diretta da Vanessa Caswill e tratta dall'omonimo romanzo di Louisa May Alcott, pubblicato nel 1868.
Le tre puntate sono state trasmesse nel Regno Unito su BBC One dal 26 al 28 dicembre 2017, mentre negli Stati Uniti su PBS Masterpiece dal 13 al 20 maggio 2018.
In Italia, l'intera miniserie è stata resa disponibile l'11 maggio 2018 su Sky Box Sets ed è stata trasmessa su Sky Uno dall'11 al 25 maggio 2018 e poi in chiaro su Canale 5 il 26 e 27 dicembre 2018.

## Trama
Ambientato sullo sfondo della guerra civile americana, la storia segue le sorelle Jo, Meg, Beth e Amy March nel loro viaggio dall'infanzia all'età adulta. Con l'aiuto della loro madre, Marmee, mentre il loro padre è in guerra, le ragazze navigano in quello che significa essere una giovane donna: dalla rivalità fraterna al primo amore, dalla perdita al matrimonio.

## Personaggi e interpreti

### Famiglia March
- Margaret 'Marmee' March, interpretata da Emily Watson, doppiata da Chiara Colizzi.
- Robert March, interpretato da Dylan Baker, doppiato da Roberto Pedicini.
- Meg March, interpretata da Willa Fitzgerald, doppiata da Elena Perino.
- Jo March, interpretata da Maya Hawke, doppiata da Eva Padoan.
- Beth March, interpretata da Annes Elwy, doppiata da Lucrezia Marricchi.
- Amy March, interpretata da Kathryn Newton, doppiata da Emanuela Ionica.
- Zia Josephine March, interpretata da Angela Lansbury, doppiata da Lorenza Biella.

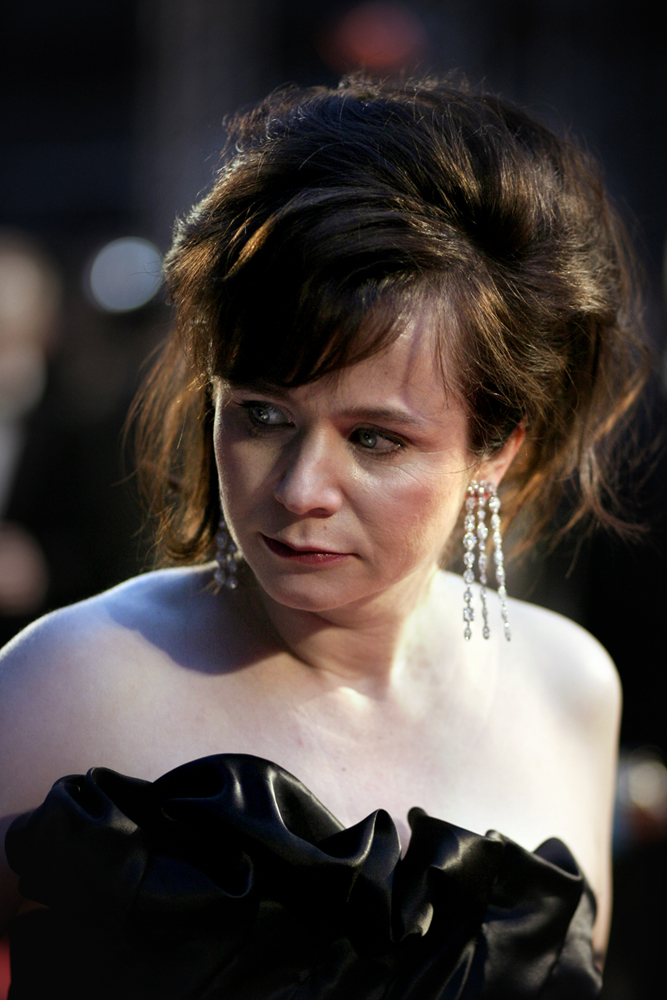
Emily Watson
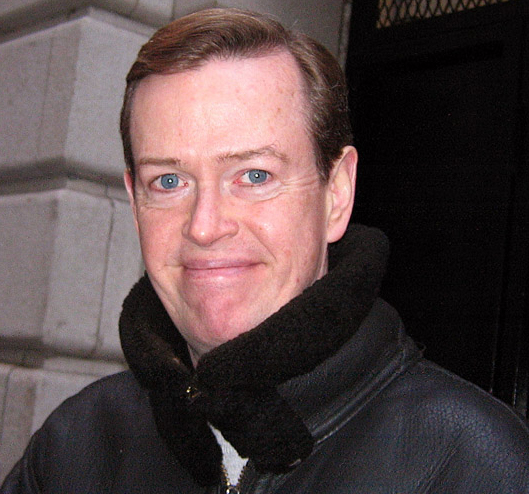
Dylan Baker
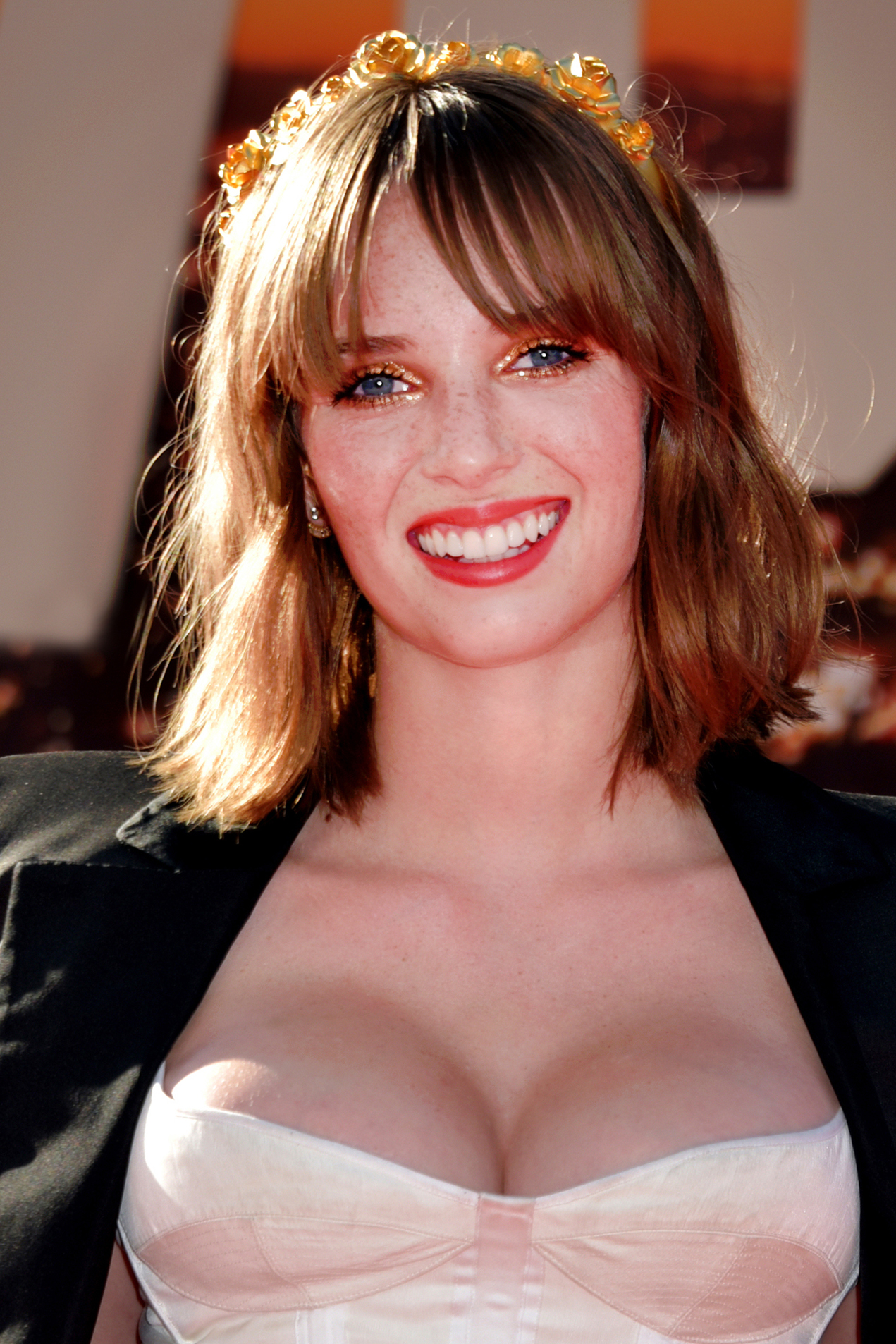
Maya Hawke
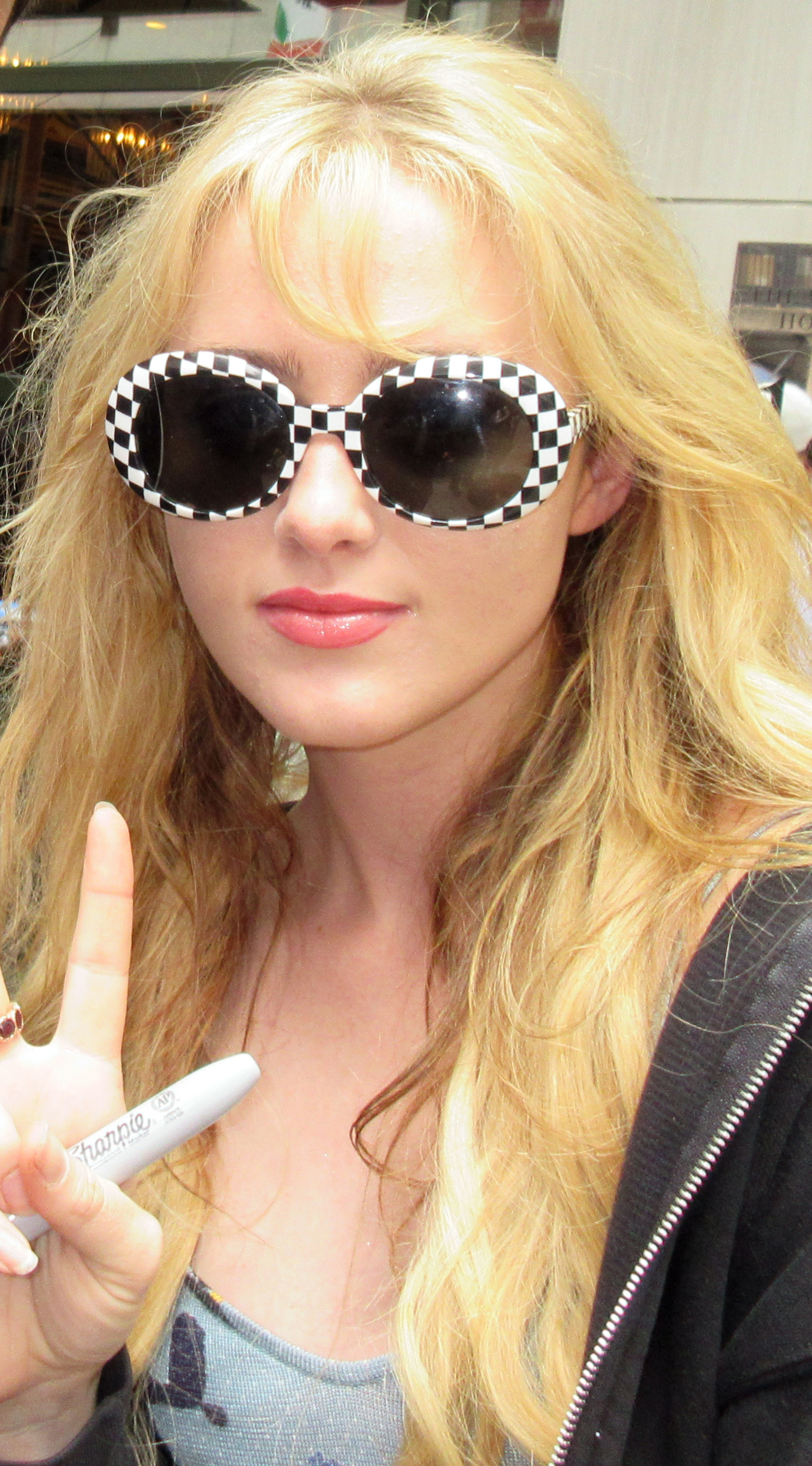
Kathryn Newton
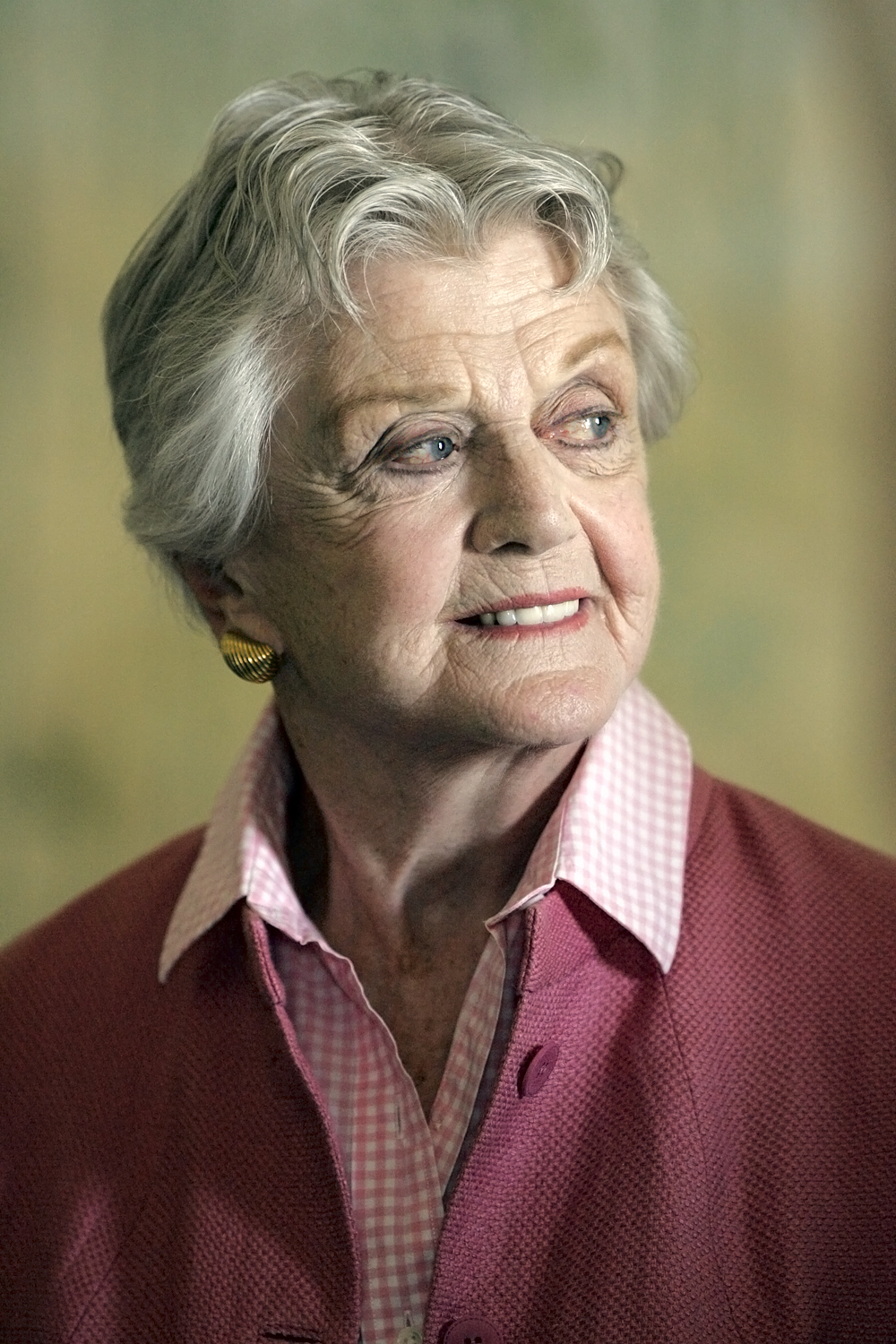
Angela Lansbury

### Famiglia Laurence
- Theodore 'Laurie' Laurence, interpretato da Jonah Hauer-King, doppiato da Manuel Meli.
- James Laurence, interpretato da Michael Gambon, doppiato da Franco Zucca.

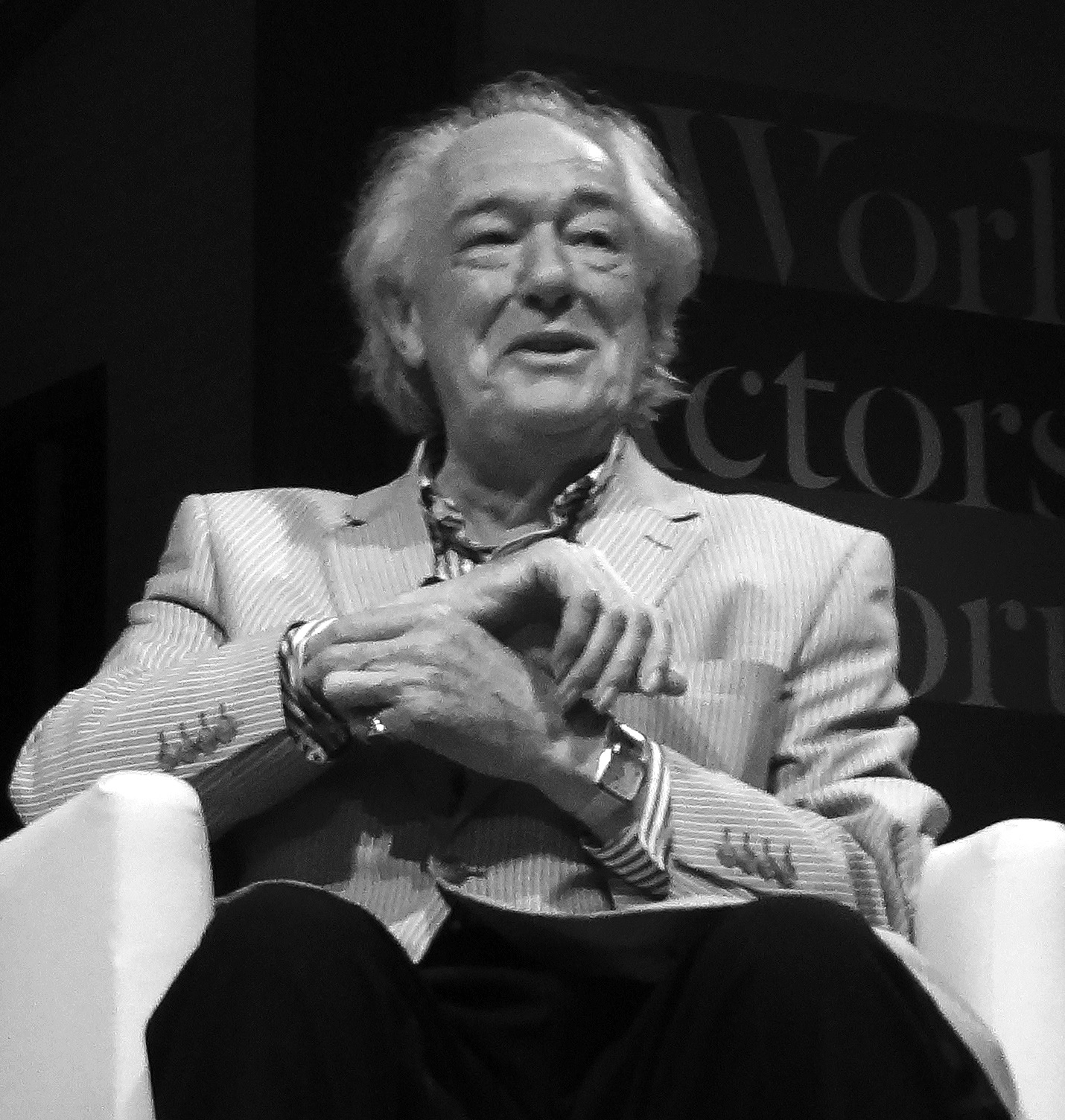
Michael Gambon

### Altri personaggi
- Hannah Mullet, interpretata da Eleanor Methven, doppiata da Marta Altinier.
- John Brooke, interpretato da Julian Morris, doppiato da Stefano Brusa.
- Frank Vaughn, interpretato da Felix Mackenzie-Barrow, doppiato da Marco Bassetti.
- Kate Vaughn, interpretata da Mei Bignall, doppiata da Benedetta Ponticelli.
- Belle Moffat, interpretata da India Mullen, doppiata da Loretta Di Pisa.
- Sig. Davis, interpretato da Adrian Scarborough, doppiato da Gianni Bersanetti.
- Dott. Bangs, interpretato da Nick Dunning, doppiato da Dario Oppido.
- Zia Carrol, interpretata da Kathleen Warner Yeates, doppiata da Alessandra Chiari.
- Professor Bhaer, interpretato da Mark Stanley, doppiato da Giorgio Borghetti.

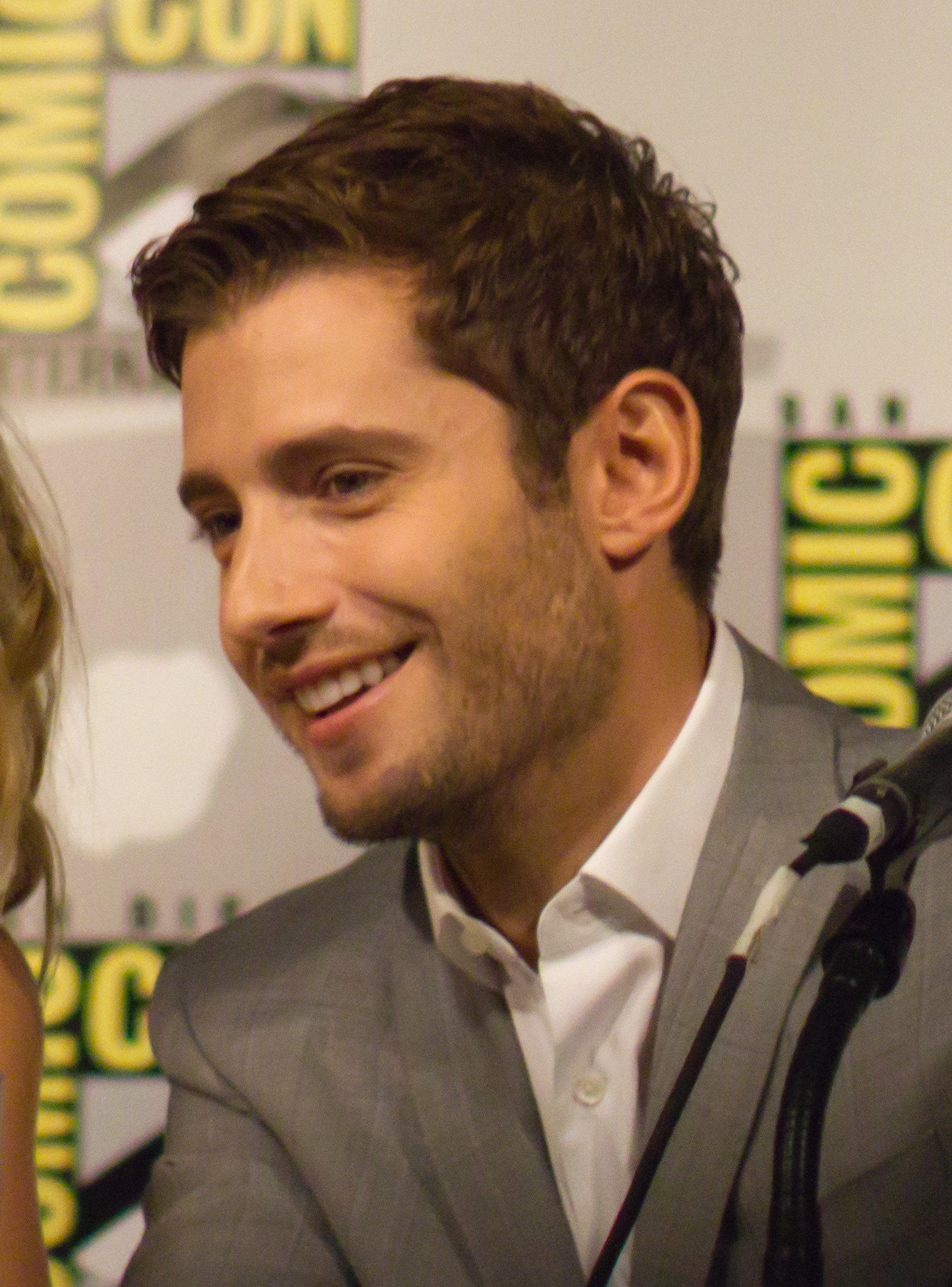
Julian Morris

## Produzione
Piccole donne è stata ordinata dalla BBC nel maggio 2017 insieme ad altri 10 drammi televisivi. La serie in tre parti è stata adattata da Heidi Thomas, (che ha già ideato L'amore e la vita - Call the Midwife) e diretto da Vanessa Caswill. È stato prodotto dalla Playground Television UK con PBS Masterpiece.

### Riprese
La miniserie è ambientata a Concord nel Massachusetts, ma è stata girata nella contea di Wicklow, in Irlanda. Le riprese si sono svolte nella città costiera di Bray e negli Ardmore Studios nel luglio 2017.

### Costumi
La costumista irlandese Eimer Ní Mhaoldomhnaigh ha creato l'abbigliamento per la miniserie.

## Accoglienza

### Ascolti
Il primo episodio è stato visto da 5,17 milioni di telespettatori, il secondo da 4,31 milioni e il terzo da 4,38 milioni. Il secondo episodio, dunque non era presente nei 30 programmi più visti della BBC1 per la settimana terminata il 31 dicembre 2017.

### Critica
La miniserie è stata accolta positivamente dalla critica. Sull'aggregatore di recensioni Rotten Tomatoes ha un indice di gradimento del 67% con un voto medio di 7 su 10, basato su 6 recensioni, mentre su Metacritic ha un punteggio di 65 su 100, basato su 13 recensioni.
Secondo Verne Gay di Newsday è "un adattamento luminoso, con la Hawke in una "Jo" memorabile in una lunga e gloriosa linea". Brian Lowry della CNN scrive "È sempre una sfida affrontare una storia così familiare e amata, e portare abbastanza freschezza o rilevanza per giustificare dedicare tre ore ad essa. Eppure, è difficile trovare molte debolezze - virile o meno - in questa ultima versione di Piccole donne".
RICONOSCIMENTI
- 2018 - BAFTA Cymru Award
- Nomination miglior attrice Annes Elwy
- 2018 - Faith and Freedom Award
- Nomination premio per la televisione
- 2018 - Grace Award
- Nomination performance più ispiratrice nella televisione a Emily Watson
- 2018 - OFTA Television Award
- Nomination migliori costumi in una serie tv
- 2018 - ReFrame Stamp
- Vinto: premio televisione servizio di diffusione pubblica
- 2018 - WIN Award
- Nomination miglior attrice in un film o una miniserie a Maya Hawke
- Nomination miglior attrice in un film o miniserie a Emily Watson
- Nomination miglior film o miniserie